# Sarvadaman Chowla
Sarvadaman D.S. Chowla (ur. 22 października 1907 w Londynie, zm. 10 grudnia 1995 w Laramie) – matematyk amerykański hinduskiego pochodzenia, zajmujący się przede wszystkim teorią liczb.

## Wczesne życie
Urodził się w Londynie, ponieważ jego ojciec, Gopal Chowla, profesor matematyki w Lahore, studiował wówczas w Cambridge. Jego rodzina wróciła do Indii, gdzie w 1928 r. uzyskał tytuł magistra w Government College w Lahore. W 1931 roku uzyskał tytuł doktora na Uniwersytecie w Cambridge, gdzie studiował pod kierunkiem J.E. Littlewooda.

## Kariera i nagrody
Następnie Chowla powrócił do Indii, gdzie wykładał na kilku uniwersytetach, a w 1936 r. został dziekanem wydziału matematyki w Government College w Lahore. Podczas trudności wynikających z podziału Indii w 1947 r. wyjechał do Stanów Zjednoczonych. Tam odwiedzał Institute for Advanced Study do jesieni 1949 r., a następnie wykładał na University of Kansas w Lawrence, aż w 1952 r. przeniósł się na University of Colorado. W 1963 roku przeniósł się do Penn State jako profesor badawczy, gdzie pozostał aż do przejścia na emeryturę w 1976 roku. Był członkiem Indyjskiej Narodowej Akademii Nauk.
Wśród wielu wyróżnień przyznanych Chowli znalazła się nagroda Padmabhushan przyznawana przez Indyjską Narodową Akademię Nauk, a także honorowe członkostwo Królewskiego Norweskiego Towarzystwa Nauk i Literatury.

## Wkład w matematykę
Pierwsza praca Chowli ukazała się w 1925 roku, a ostatnia w 1986 roku. W ciągu sześćdziesięciu dwóch lat napisał około 350 artykułów. Jego prace obejmowały szeroki zakres zainteresowań. Pisał na temat addytywnej teorii liczb (punkty kratowe, partycje, problem Waringa), analizy, liczb Bernoulliego, niezmienników klasowych, całek oznaczonych, całek eliptycznych, szeregów nieskończonych, twierdzenia Weierstrassa o aproksymacji, analitycznej teorii liczb (funkcje L Dirichleta, liczby pierwsze, funkcje zeta Riemanna i Epsteina), binarnych form kwadratowych i liczb klasowych, problemów kombinatorycznych (wzory blokowe, zbiory różnicowe, kwadraty łacińskie), równań diofantycznych i aproksymacji diofantycznych, elementarnej teorii liczb (funkcje arytmetyczne, ułamki łańcuchowe i funkcja tau Ramanujana) oraz sum wykładniczych i znakowych (sumy Gaussa, sumy Kloostermana, sumy trygonometryczne).
Wśród jego prac znajduje się szereg wyników, które noszą jego imię. Obejmują one twierdzenie Brucka-Rysera-Chowli, kongruencję Ankeny'i-Artina-Chowli, twierdzenie Chowli-Mordella i wzór Chowli-Selberga, a także sekwencję Miana-Chowli.
Prace Chowli pozostawiły także wiele problemów otwartych. Do najbardziej znanych należą problem cosinusów Chowli i hipoteza Chowli o funkcji Möbiusa.